# Csokonai Lapok
A Csokonai Lapok rövid életű szépirodalmi hetilap volt a 19. században. Orbán Pető adta ki és szerkesztette Debrecenben (az első három számot Oláh Károllyal együtt szerkesztette). 1850. július 3-ától október 5-éig jelent meg, hetente kétszer.
A folyóirat célkitűzései Csokonai Vitéz Mihály emlékének ápolása, a magyar nyelv és irodalom fejlesztése és a hazafias szellem megőrzése voltak. Írói közé tartoztak Balkányi Szabó Lajos, Bulyovszky Gyula, Lévay József, Révész Imre, Szász Károly, Szűcs István. Itt jelent meg Arany János első verse a szabadságharc után (A lantos) illetve a Bolond Istók első 99 strófája is.